# 姚党鼐
姚党鼐，男，中国人民解放军中将。曾任火箭军后勤部副部长、军事科学院副院长，不迟于2025年3月在中央军委联合作战指挥中心任职。
2016年5月晋升火箭军少将军衔，不迟于2025年3月晋升中将军衔。